# Tony Remy

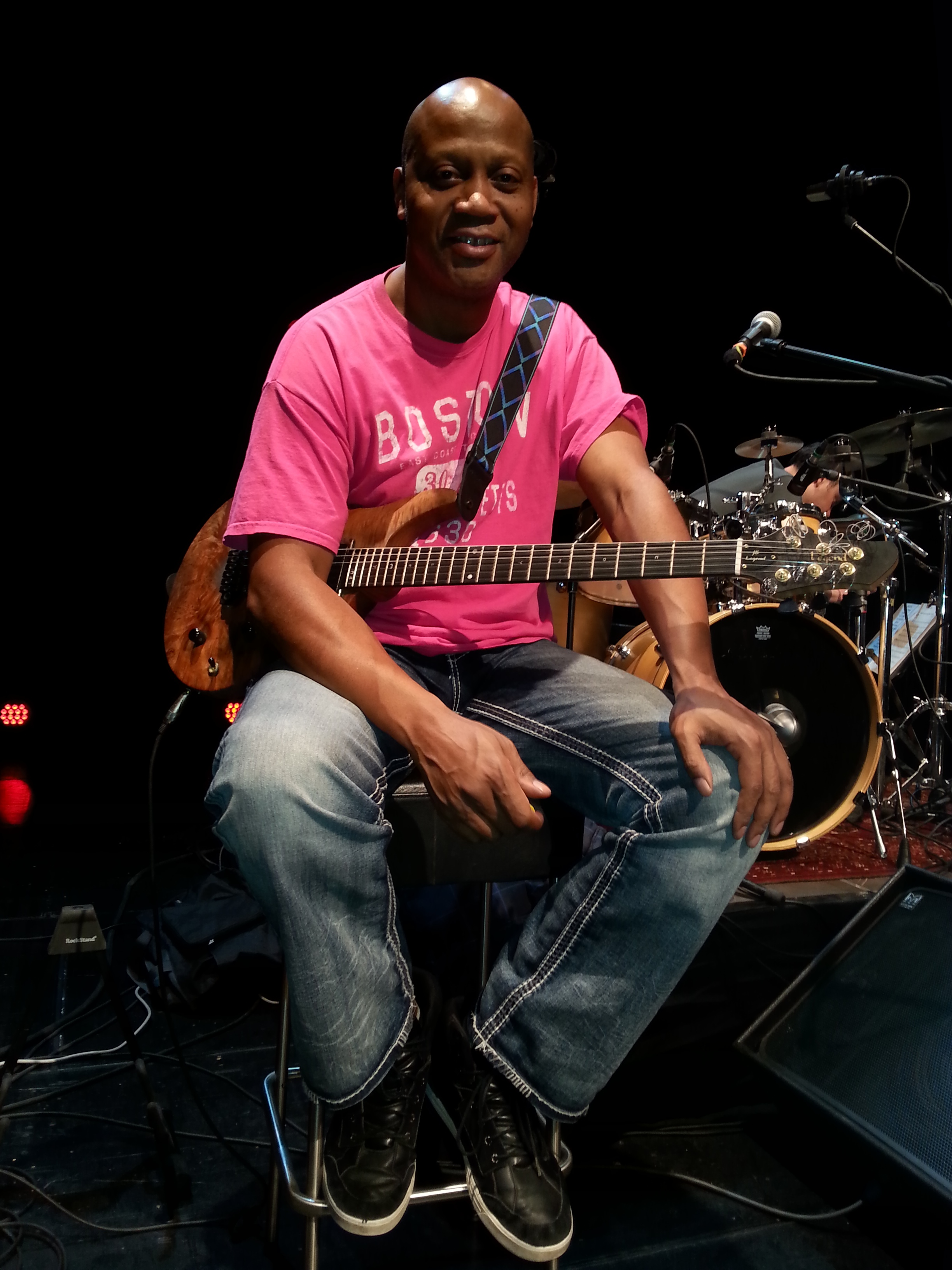
Tony Remy 2013

Tony Remy (* 13. August 1962 in London) ist ein britischer Jazz-Gitarrist des Jazzfunk.

## Leben
Remy ist sowohl von Jazz-Gitarristen wie John Scofield als auch von Rock-Gitarristen wie Jimi Hendrix beeinflusst. Er spielte Mitte der 1980er Jahre in der Band des Flötisten Phillip Bent und in Desparetly Seeking Fusion mit dem Bassisten Nick Cohen, einem langjährigen musikalischen Partner von Remy. Er gründete die an World Music orientierte Band Lateraly Thinking (mit Steel Drums, Vibraphon und Gesang) sowie die Tony Remy Band und spielte Anfang der 1990er Jahre im Quartett von Jason Rebello. Anfang der 1990er Jahre erhielt er einen Plattenvertrag bei GRP Records.
Er spielte mit Steve Williamson, Cleveland Watkiss, Roger Beaujolais, Courtney Pine und regelmäßig mit Julian Joseph (z. B. in dessen Big Band) und Jean Toussaint (Who´s Blues 1992, Ronnie Scott´s Jazz House, mit Jason Rebello und Nick Cohen). Außerdem begleitete er durchreisende Musiker wie Pee Wee Ellis, Lonnie Liston Smith, Freddie Hubbard, Lenny White und Nelson Rangell.
Er komponiert auch Filmmusik, zum Beispiel für den Mike Leigh Film Karriere Girls (1997). Neben Gitarre spielt er auch Vocoder, zum Beispiel auf Boof !, und auch Blockflöte als Sessionmusiker. 
Remy nahm unter eigenem Namen auf, Boof! (GRP 1994, mit Courtney Pine, Cleveland Watkiss), Metamorfollow-g (auf seinem Label Alltone 1997) und das Live-Album Jammin at the 12 bar club (Alltone 1999).
Er nahm auch mit Down to the Bone, Cachaito Lopez, Jean-Paul „Bluey“ Maunick und Sheena Easton auf.

## Lexikalischer Eintrag
- Ian Carr, Digby Fairweather, Brian Priestley: Rough Guide Jazz. Der ultimative Führer zur Jazzmusik. 1700 Künstler und Bands von den Anfängen bis heute. Metzler, Stuttgart/Weimar 1999, ISBN 3-476-01584-X.
- John Chilton: Who´s Who of British Jazz. Continuum, 2004